# سئول
سِئول (به کره‌ای: 서울) پایتخت و بزرگ‌ترین شهر کره جنوبی است. قلب سئول از دو منطقه شامل اطراف کلان‌شهر اینچئون و استان گیونگ‌گی تشکیل شده و شانزدهمین شهر بزرگ جهان است. ناحیه پایتختی سئول نیمی از جمعیت ۵۰/۲۲ میلیون نفری کشور را همراه با ۶۷۸٫۱۰۲ نفر از ساکنان خارجی در خود جای داده است. و شهر سئول جمعیتی حدود ۱۰ میلیون نفر دارد.
شهر سئول از ساختار زیربنایی بسیار پیشرفته‌ای برخوردار است و متروی آن که هرساله بیش از ۲۰۰ میلیون مسافر را جابه‌جا می‌کند، سومین شبکه بزرگ مترو در جهان است.
بازی‌های المپیک تابستانی ۱۹۸۸ و مسابقات جام جهانی فوتبال ۲۰۰۲ در این شهر برگزار شد.

## تاریخچه
سئول بیش از دو هزار سال است که از سکونتگاه‌های اصلی منطقه خود به‌شمار می‌آید و بنیاد آن به سال ۱۸ پیش از میلاد بازمی‌گردد.
در سال‌های (۱۸ ق.م. - ۶۶۰ ب. م) بکجه یکی از سه پادشاهی اصلی کره، پایتخت خود را در جایی که هم‌اکنون جنوب خاوری سئول است قرار داد. این شهر پایتخت دودمان چوسان (۱۳۹۲–۱۹۱۰) هم بوده است.
پس از تشکیل کشور کره جنوبی در سال ۱۹۴۸، سئول به عنوان پایتخت این کشور برگزیده‌شد. واژه سئول در زبان کره‌ای خود به معنای پایتخت است.

## شهر سئول
سئول، پایتخت کرهٔ جنوبی (جمهوری کره)، در شمال غربی این کشور و بر رودخانهٔ هان (Han River)، واقع شده است. این شهر در ۳۱ کیلومتری بندر دریای زرد شهر اینچئون و در حدود ۴۰ کیلومتری مرز کره شمالی قرار دارد. سئول بزرگ‌ترین شهر و مرکز مهم تجاری، تولیدی، اداری و فرهنگی کرهٔ جنوبی است. بر مبنای آخرین داده‌های دقیق جغرافیایی کلانشهر سئول-اینچئون و حومه ۱۰۰ کیلومتر درازا دارد.
واژهٔ Seoul اصطلاحی کره‌ای و به معنای شهر پایتخت است. این شهر از بدو شکل‌گیری با عنوان هانسانگ (Hansong) شناخته می‌شد ولی در سال ۱۹۱۱ به کیونسانگ (Kyongsong) تغییر نام پیدا کرد. این شهر به‌طور رسمی از سال ۱۹۴۵، هنگامی‌که کره پس از ۳۵ سال از حکومت مستعمراتی ژاپن آزاد شد، سئول نامیده می‌شود.
سئول دارای آب و هوایی قاره‌ای با چهار فصل مجزاست که شامل تابستان‌های گرم و مرطوب و زمستان‌های سرد و نسبتاً خشک هستند. میانگین درجهٔ بالای حرارت برابر یک درجهٔ سانتی گراد در ماه ژانویه و ۲۹ درجهٔ سانتی گراد در ژوئیه است. میزان متوسط بارندگی سالیانه‌ای که سئول دریافت می‌کند برابر با ۳۷۰/۱ میلی‌متر است که ۷۰ درصد آن به‌طور معمول بین ماه‌های ژوئیه و سپتامبر می‌بارد.

### سئول و نواحی کلانشهری آن
سئول پهنه‌ای با مساحت ۶۰۵ کیلومتر مربع را پوشش می‌دهد که ۳۷ کیلومتر آن از شرق به غرب و ۳۰ کیلومتر آن از شمال به جنوب امتداد می‌یابد. شهر توسط کوه‌هایی احاطه شده که بلندترین آن‌ها کوه بوکَنسان (Bukhansan) با ارتفاعی برابر ۸۳۶ متر از سطح دریاست.
با شروع پادشاهی چوسان در سال ۱۳۹۲، سئول با دیوار مستحکمی که دور تا دور آن را فرامی‌گرفت ساخته شد. این دیوار شامل ۴ دروازهٔ اصلی و ۴ دروازهٔ فرعی بود: دروازهٔ اصلی در مسیرهای مهم تعبیه شده بود و دروازهٔ فرعی در میانهٔ این مسیرها قرار داشت. بخش اندکی از این دیوار سنگی هنوز هم وجود دارد و تنها دو دروازهٔ اصلی و یکی از دروازه‌های فرعی باقی‌مانده‌اند. همچنین برج ناقوس داری در پارک نامسان (Namsan Park) قرار گرفته که شامل ناقوس برنزی بزرگی است که در سال ۱۴۶۸ ساخته شده است.

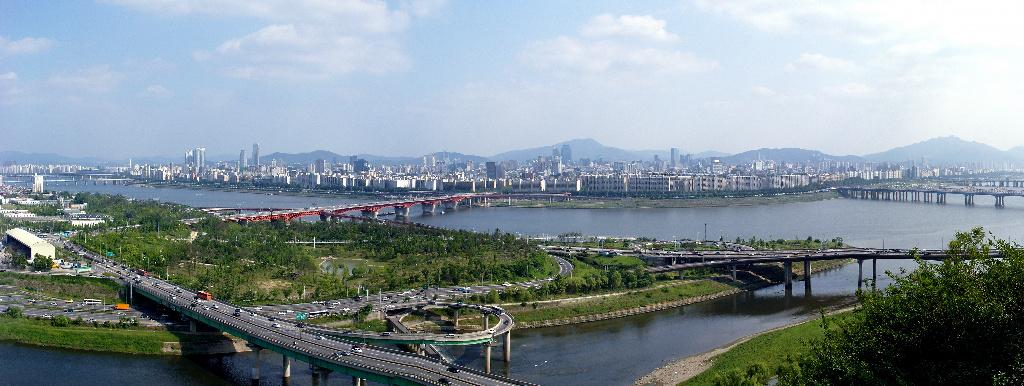
نمای شهر سئول از کنار رودخانهٔ هان

سئول توسط رودخانهٔ هان که از شرق به غرب و به سمت دریای زرد جریان دارد، به دو بخش تقسیم شده است. شهر به لحاظ اداری شامل ۲۲ بخش (gu) است که به ۵۲۶ ناحیهٔ زیرمجموعه تقسیم شده‌اند. مراکز تجاری و بازرگانی در نواحی مرکزی و به گونه‌ای فزاینده در بخش جنوبی رودخانهٔ هان، واقع شده‌اند. کارخانه‌ها در قسمت غربی شهر و به ویژه در ناحیهٔ یانگ دِنگ پو (Yeongdeungpo) تمرکز یافته‌اند. فقیرترین نواحی مسکونی شهر اغلب در قسمت شرقی شهر قرار دارند. ضلع شمالی شهر کوهستانی است و پارک‌های زیادی دارد چنانچه کاخ ریاست جمهوری با عنوان چونگ وادا (Chongwadae) یعنی خانهٔ آبی، شناخته می‌شود. دو تا از بزرگ‌ترین بازارهای خارج از شهر در نزدیکی دروازهٔ جنوبی (South Gate) (نامدائه‌مون Namdaemun) و دروازهٔ شرقی (East Gate) (Dongdaemun دانگ داِمون) واقع شده‌اند. میونگ دانگ، واقع در بخش مرکزی سئول، (Myongdong)، که پس از ناحیهٔ شیک High fashion توکیو، گینزای سئول لقب گرفته است، مرکز خرید و مدهای زنانه و همچنین جایگاه استقرار بزرگ‌ترین کلیسای جامع کاتولیک رومی است. از سال ۱۹۶۰ تا میانهٔ سال‌های ۱۹۹۰ بخش جنوبی رودخانهٔ هان شاهد رشد بی‌سابقه در ساخت و ساز فروشگاه‌ها و آپارتمانهایی برای قشر متوسط رو به بالا، بود.
بناهای یادبود معماری از جمله طاق استقلال (Independence Arc) در سال ۱۸۹۶ و نزدیک به دروازهٔ قدیمی غربی شهر، ساخته شده‌اند. مجسمهٔ فرمانده یی سون شین، که از کره در برابر تهاجم ژاپن به کره در سال‌های ۱۵۹۲ تا ۱۵۹۸ دفاع کرد، در جزیره‌ای در مرکز سی جانگنو Sejongno، معبر اصلی مرکز شهر، واقع شده است. مجسمه‌ای از پادشاه سجونگ کبیر، کسی که مخترع الفبای کره‌ای با عنوان هانگول در سال ۱۴۴۶ بود نیز در کاخ دیوکسو گونگ (Deoksu Palace) قرار دارد.

### معماری تاریخی

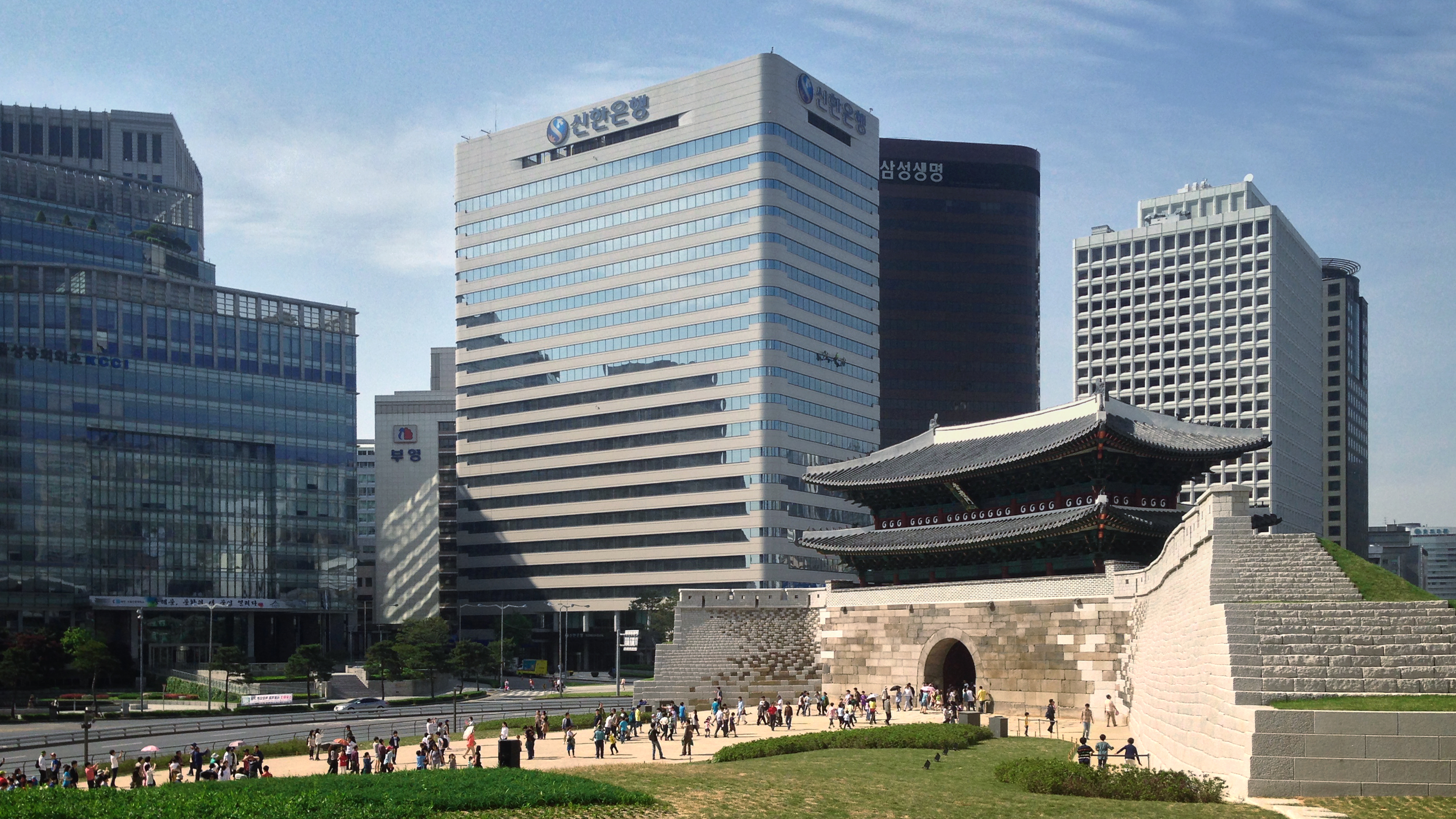
سونگنیمون (معمولاً به نام نامدائه‌مون شناخته می‌شود)

سئول دارای بناهای تاریخی و فرهنگی بسیاری است. در محل استقرار ماقبل تاریخ آمسا-دونگ، ناحیه گانگ دونگ، بقایای دوران نوسنگی حفاری شدند و به‌طور تصادفی توسط سیل در سال ۱۹۲۵ کشف شدند.
برنامه‌ریزی شهری و عمرانی زمانی که سئول برای اولین بار به عنوان پایتخت در اواخر قرن ۱۴ طراحی شد، یک مفهوم کلیدی بود. سلسله چوسان «پنج کاخ بزرگ» را در سئول ساختند —چانگ‌دیوک گونگ، چانگ‌یونگ گونگ، دیوکسو گونگ، گیونگ‌بوک گونگ و گیونگ‌هوی گونگ – که همگی در نواحی جونگنو و جونگ- در میان آنها، چانگ‌دیوک گونگ در سال ۱۹۹۷ به عنوان «نمونه برجسته معماری قصر و طراحی باغ خاور دور» به فهرست میراث جهانی یونسکو اضافه شد. کاخ اصلی، گیونگ‌بوک گونگ، تحت یک پروژه بازسازی در مقیاس بزرگ قرار گرفت. این کاخ‌ها نمونه معماری دوره چوسان محسوب می‌شوند. در کنار کاخ‌ها، اونهیون گونگ به عنوان اقامتگاه سلطنتی نایب‌السلطنه دوونگون، پدر امپراتور گوجونگ در پایان سلسله چوسان شناخته می‌شود.
سئول توسط دیوارهایی احاطه شده است که برای کنترل بازدیدکنندگان از مناطق دیگر و محافظت از شهر در صورت تهاجم ساخته شده‌اند. Pungnap Toseong یک دیوار خاکی مسطح است که در لبه رودخانه هان ساخته شده است، که به‌طور گسترده اعتقاد بر این است که محل وایریسونگ است. Mongchon Toseong دیوار خاکی دیگری است که در دوره باکجه ساخته شده است که اکنون در داخل پارک المپیک، سئول قرار دارد. دیوار شهر سئول در اوایل سلسله چوسان و توسط تائجو اولین پادشاه چوسان، برای حفاظت از شهر ساخته شد. پس از قرن‌ها تخریب و بازسازی، حدود 2⁄3 از دیوار و همچنین شش مورد از هشت دروازه اصلی باقی مانده است. این دروازه‌ها شامل دروازه جنوبی نامدائه‌مون و دروازه شرقی دانگدامون است. نامدائه‌مون قدیمی‌ترین دروازه چوبی تا حمله آتش‌سوزی در سال ۲۰۰۸ بود و پس از بازسازی کامل در سال ۲۰۱۳ دوباره باز شد. بازارهای سنتی و بزرگ‌ترین مرکز خرید، بازار نامدائه‌مون و بازار دانگ‌دیمون در نزدیکی دروازه‌ها قرار دارند.
معبد جانگمیو (Jongmyo Shrine) جایگاه لوح‌های اجدادی خاندان سلطنتی چوسان است و تشریفات یادبودی کنفوسیوسی‌ها برای خانوادهٔ سلطنتی همه ساله در این معبد برگزار می‌شود.
ساختمان‌های مهم کشوری از جمله تالار شهر سئول و دادگاه عالی در بخش مرکزی شهر مستقر هستند و ساختمان مجلس ملی کره جنوبی نیز در جزیره یوییدو در جنوب‌غربی رودخانهٔ هان، واقع شده است. ساختمان سنگی با ابهتی مقابل گیونگبوک گونگ در سال ۱۹۲۶ توسط ژاپنی‌ها ساخته شد تا جایگاهی برای حکومت مستعمراتی ژاپن باشد. این ساختمان پس از سال ۱۹۴۵ توسط دولت کرهٔ جنوبی اشغال و در سال ۱۹۸۵ به موزهٔ ملی بدل شد. در ۱۵ اوت ۱۹۹۵ برابر با پنجاهمین سالگرد استقلال از ژاپن، دولت کرهٔ جنوبی شروع به ایجاد تغییراتی در شیوهٔ ساخت و ساز کرد تا بدین ترتیب یکی از قابل رؤیت‌ترین بقایای بر جای مانده از حکومت مستعمراتی ژاپنی‌ها را بزداید.

### اقتصاد
سئول مرکز حکومتی، تجاری، مالی و تولیدی کرهٔ جنوبی است. بخش‌های حکومتی شهری و فدرالی کارفرمایان اصلی شهر هستند. کارخانجات تولیدی عمده شامل نساجی، پوشاک، تولیدات فلزی، محصولات شیمیایی، غذای آماده شده، تجهیزات الکترونیکی و الکتریکی، ماشین آلات و مواد چاپی هستند. بورس سهام تجاری کره نیز در جزیرهٔ یوییدو واقع است.
ایستگاه راه‌آهن سئول ایستگاه نهایی برای خطوط راه‌آهن اصلی شمال-جنوب و شرق-غرب در کرهٔ جنوبی به‌شمار می‌آید. سئول همچنین برای راه‌های اتوبوسرانی با فواصل زیاد و بزرگراه‌های اصلی کاربری دارد. فرودگاه بین‌المللی اینچئون در غرب بخش مرکزی سئول واقع شده است.

### جمعیت
جمعیت:
در سال ۲۰۰۳، ۹٬۷۱۴٬۰۰۰ نفر یا قریب به یک چهارم جمعیت کرهٔ جنوبی در سئول زندگی می‌کردند. از سال ۱۹۴۵ مهاجرت از نواحی روستایی به شهری در سراسر کرهٔ جنوبی افزایش یافته است و سئول بزرگ‌ترین دریافت‌کنندهٔ این مهاجرت‌ها بوده است. جمعیت سئول پس از جنگ کره (۱۹۵۳–۱۹۵۰) رشد سریعی داشت به گونه‌ای که از میزانی کمتر از یک میلیون در سال ۱۹۴۵ به چیزی بالغ بر ۲ میلیون در سال ۱۹۶۰، ۵ میلیون تا سال ۱۹۷۰، ۸ میلیون تا سال ۱۹۸۰ و ۱۰ میلیون تا سال ۱۹۸۸ رسید. در سال ۱۹۹۵ تراکم جمعیتی شهر در حدود ۱۶٬۹۰۰ نفر در هر کیلومتر مربع بود. همچون کرهٔ جنوبی به عنوان یک کل، سئول نیز دارای جمعیتی همگن بود و تنها درصد بسیار اندکی از افراد با نسب غیر کره‌ای و اغلب شامل بازدیدکنندگان خارجی و چینی‌های مقیم، بودند.
رشد سریع جمعیت در سئول فشارهای فراوانی را بر زیرساخت‌ها و محیط وارد ساخت که از جمله شامل تراکم ترافیک، کمبود مسکن و آلودگی آب و هوا، هستند. سئول ۱٫۶۵ میلیون وسیلهٔ نقلیهٔ ثبت شده دارد که در حدود ۷۰ درصد از آن‌ها ماشین‌های مسافرتی هستند. سامانهٔ مترو ابتدا در سال ۱۹۷۴ ساخته شد و در سال ۱۹۸۰ گسترش زیادی یافت و همه روزه۵٫۳۲ میلیون مسافر را جابجا می‌کرد. برنامهٔ توسعه خطوط مترو هنوز هم کمتر نشانگر حل مشکلاتی همچون تراکم ترافیک است مشکلی که علت آلودگی هوایی و صوتی، تصادفات جدی و ناسازگاری‌های بسیاری در شهر به‌شمار می‌رود.
برای تخفیف مشکلات ناشی از تراکم بسیار جمعیت در سئول، در اوایل سال‌های ۱۹۷۰ آپارتمان‌هایی برای ساکنان شهری ساخته شد. ساختمان‌های آپارتمانی چند طبقه اکنون در سرتاسر سئول گسترش یافته و به آرامی دامنهٔ کوه‌های مجاور را در بر می‌گیرند. بیش از نیمی از ۱٫۷ میلیون خانواده در سئول ساکن مجموعه‌های آپارتمانی هستند.
در اواخر سال‌های ۱۹۸۰، دولت کرهٔ جنوبی از طریق پروژه‌های مختلفی همچون تصفیه و پاکسازی رودخانهٔ بسیار آلوده شدهٔ هان و تصویب قانون منع آلودگی در کارخانه‌ها و وسائط نقلیهٔ خصوصی، به مسئلهٔ آلودگی محیطی پرداخت. درحالی‌که این قبیل پروژه‌ها به درجاتی از موفقیت دست یافته‌اند ولی آلودگی، به ویژه آلودگی ناشی از اتومبیل‌ها و کارخانه‌ها، هنوز هم خطر جدی برای کیفیت زندگی در سئول به‌شمار می‌آید.

## فرهنگ و آموزش

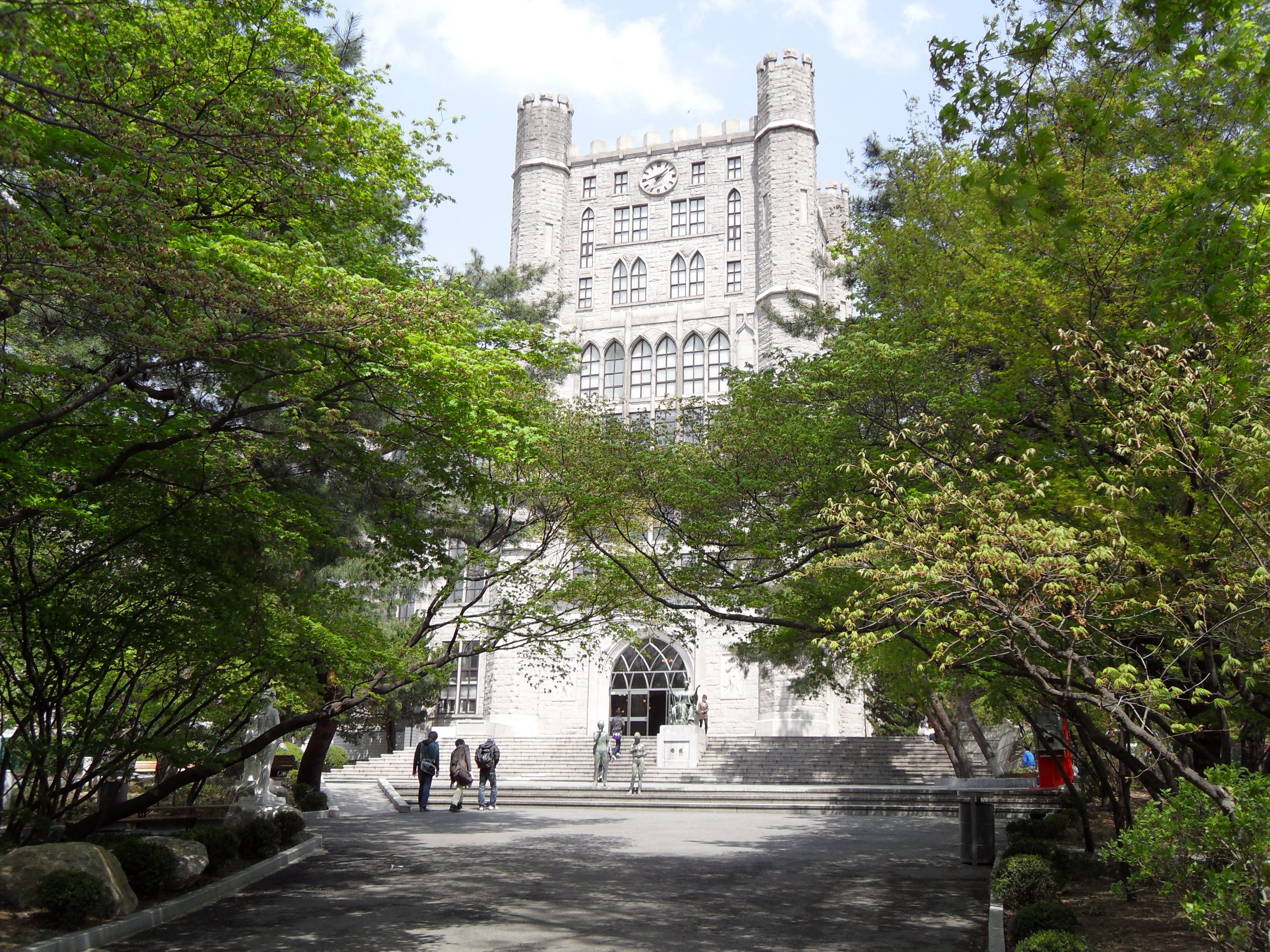
موزه و کتابخانه مرکزی دانشگاه کیونگ هی

سئول مرکز آموزشی و فرهنگی کرهٔ جنوبی است. این شهر دارای بیش از ۵۰ کالج و دانشگاه است که این میزان چیزی بیش از یک چهارم نهادهای آموزشی عالی در کشور کرهٔ جنوبی است. تمامی دانشگاه‌های رده بالای کرهٔ جنوبی در سئول واقع اند که شامل: دانشگاه چانگ آنگ (Chung-an
g) (۱۹۱۸)، دانشگاه زنان Ewha (۱۸۸۶)، دانشگاه کره (۱۹۰۵)، دانشگاه ملی سئول (۱۹۴۶)، دانشگاه سوگانگ ((Sogang (۱۹۶۰)، دانشگاه سانگ کیون کوآن ((Sung Kyun Kwan (۱۹۳۸) و دانشگاه یانسِی (Yonsei) (۱۸۸۵)، هستند.
موزهٔ ملی کره مجموعه‌هایی از هنر و محصولات مصنوعی کره را به نمایش می‌گذارد و موزهٔ ملی علوم نیز ارائه گر تکنولوژی مدرن کره است. کتابخانهٔ ملی کره، بزرگ‌ترین کتابخانه در کشور، در سئول واقع است. تعداد زیادی سینما و تئاتر در سرتاسر شهر وجود دارد و مرکزیت بیشتر تئاترهای سینمایی motion-picture theaters در ناحیهٔ Jongno است.
مراکز اصلی هنری از جمله مرکز فرهنگی سی جانگ Sejong))، بزرگ‌ترین مرکز هنرهای نمایشی کرهٔ جنوبی، در سه‌جونگو Sejongno، مرکز سئول، واقع شده است. مرکز هنرهای نمایشی سنتی کره که رقص و موسیقی سنتی کره‌ای‌ها را به نمایش می‌گذارد نیز در محلهٔ سو چو (Seocho) قرار دارد.

## مترو
متروی سئول در سال ۱۹۷۴ تأسیس شده و هم‌اکنون دارای ۲۰ خط و ۲۵۶ ایستگاه می‌باشد، همچنین خط شینبوندانگ نیز به عنوان یک سیستم ترابری ریلی در سال ۲۰۱۱ با ۱۲ ایستگاه به بهره‌برداری رسیده است.

## تفریح و سرگرمی
بیون یا باغ اسرارآمیز (Secret Garden) که پیش از این تفرجگاهی برای حاکمان خاندان یی از سلسله چوسان بوده است، اکنون پارک عمومی است که مساحتی برابر با ۳۲ هکتار را دقیقاً در شمال کاخ چانگ‌دیوک گونگ، اشغال می‌کند. پارک نامسان بر کوه نامسان در جنوب مرکزی شهر واقع شده است. در قلهٔ این کوه قلعهٔ نامسان قرار دارد که شامل یک رستوران و ایوان دیده‌بانی است. پارک ساجیک جایگاه محراب‌هایی است که پیش از این توسط پادشاهان خاندان یی مورد استفاده قرار می‌گرفت همچون معبدی برای قوم تانگون Tangun که از نیاکان افسانه‌ای مردم کره به‌شمار می‌رود.
پارک پاگودا در اول مارس ۱۹۱۹ محل گردهمایی برای قرائت اظهارنامهٔ کره‌ای‌ها در مورد آزادی بود که موجی از اعتراضات علیه حکومت مستعمراتی ژاپنی‌ها، به راه انداخت. پارک کودکان سئول محل مهیجی برای کودکان به‌شمار می‌آید و پارک بزرگ سئول (Seoul Grand Park) دارای باغ وحشی است که بیش از ۴۰۰۰ حیوان از ۱۸۷ گونهٔ متفاوت را در بر می‌گیرد.
استادیوم دانگ دائِمون (Dongdaemun) در شرق سئول، محل برگزاری بازی‌های فوتبال و بیس بال و همچنین سایر ورزش‌هاست. اگرچه بزرگ‌ترین مرکز ورزشی در جنوب شرقی شهر و منطقهٔ جامسیل (Jamsil) واقع شده؛ محل استقرار مجموعه‌های ورزشی اصلی که به منظور برگزاری بازی‌های المپیک تابستانی سال ۱۹۸۸ ساخته شد. این مرکز شامل استادیوم المپیک، مجموعهٔ ورزشی، استخر شنای سرپوشیده، استادیوم بیسبال و سایر تجهیزات ورزشی است. در شرق این مرکز پارک المپیک قرار دارد که مساحت آن در حدود ۳ کیلومتر مربع است، قلعهٔ نظامی مانگ آن از دوران بکجه نیز در مرکز این پارک جای گرفته است. پارک شامل امکاناتی برای ورزش، گرد هم آیی‌های عمومی و هنرهای نمایشی است.

## خواهرخواندگی با تهران
در سال ۱۳۵۱ و در پی سفر غلامرضا نیک‌پی شهردار تهران به کره جنوبی، سئول به عنوان خواهرشهر تهران برگزیده شد
شهرداری‌های تهران و سئول به عنوان دو کلانشهر و خواهرخوانده همواره روابط خوبی باهم داشته‌اند.
نامگذاری خیابان تهران در سئول و خیابان سئول در تهران به همین مناسبت انجام شده است.
خیابان تهران در سئول در منطقه گانگنام قرار دارد مرکز تجمع ساختمان‌های بزرگ و دفاتر شرکت‌های عمده تجاری، بانک‌ها و شرکت‌های صنعتی مانند سامسونگ و ال‌جی است.

## نگارخانه

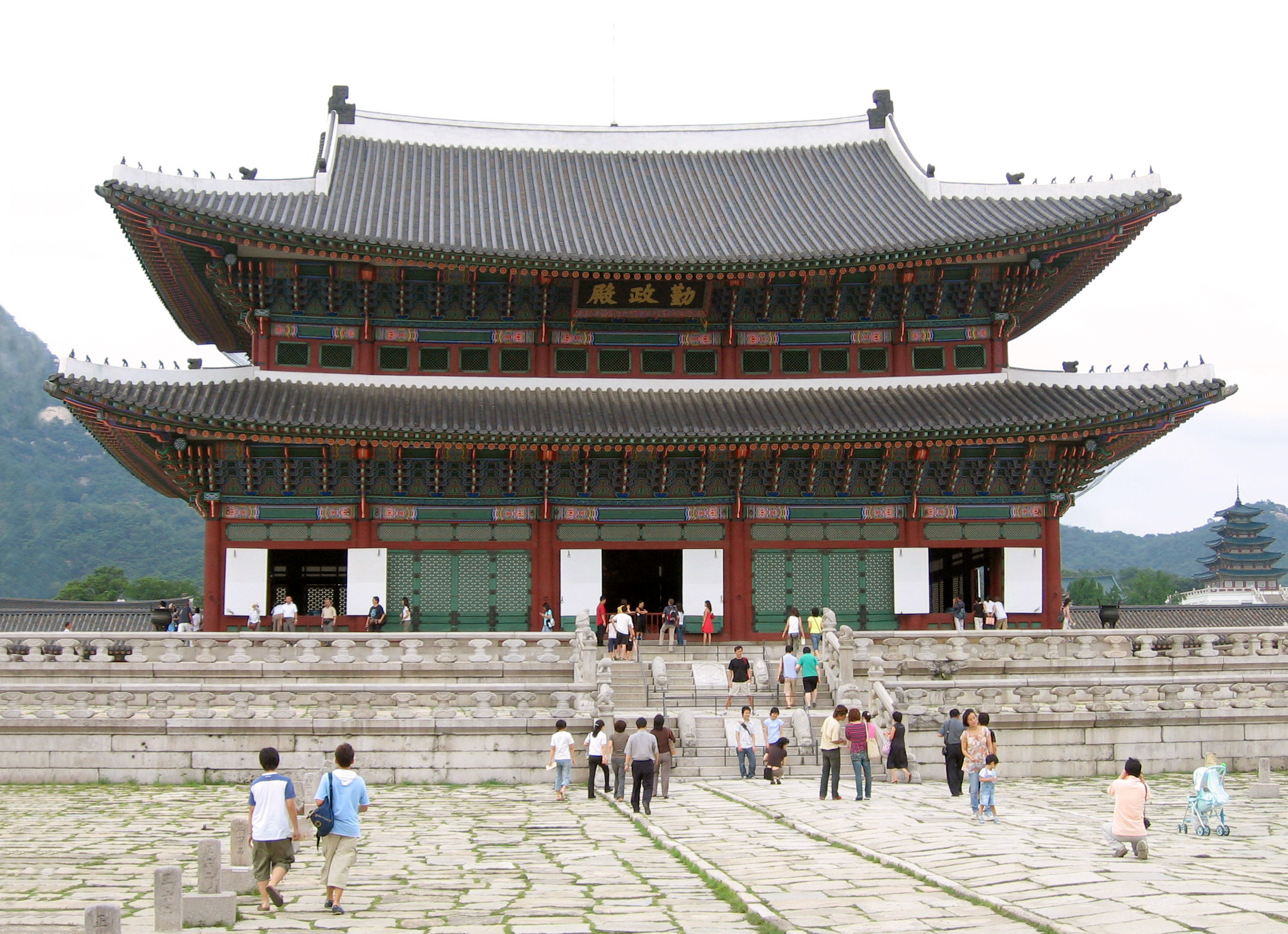
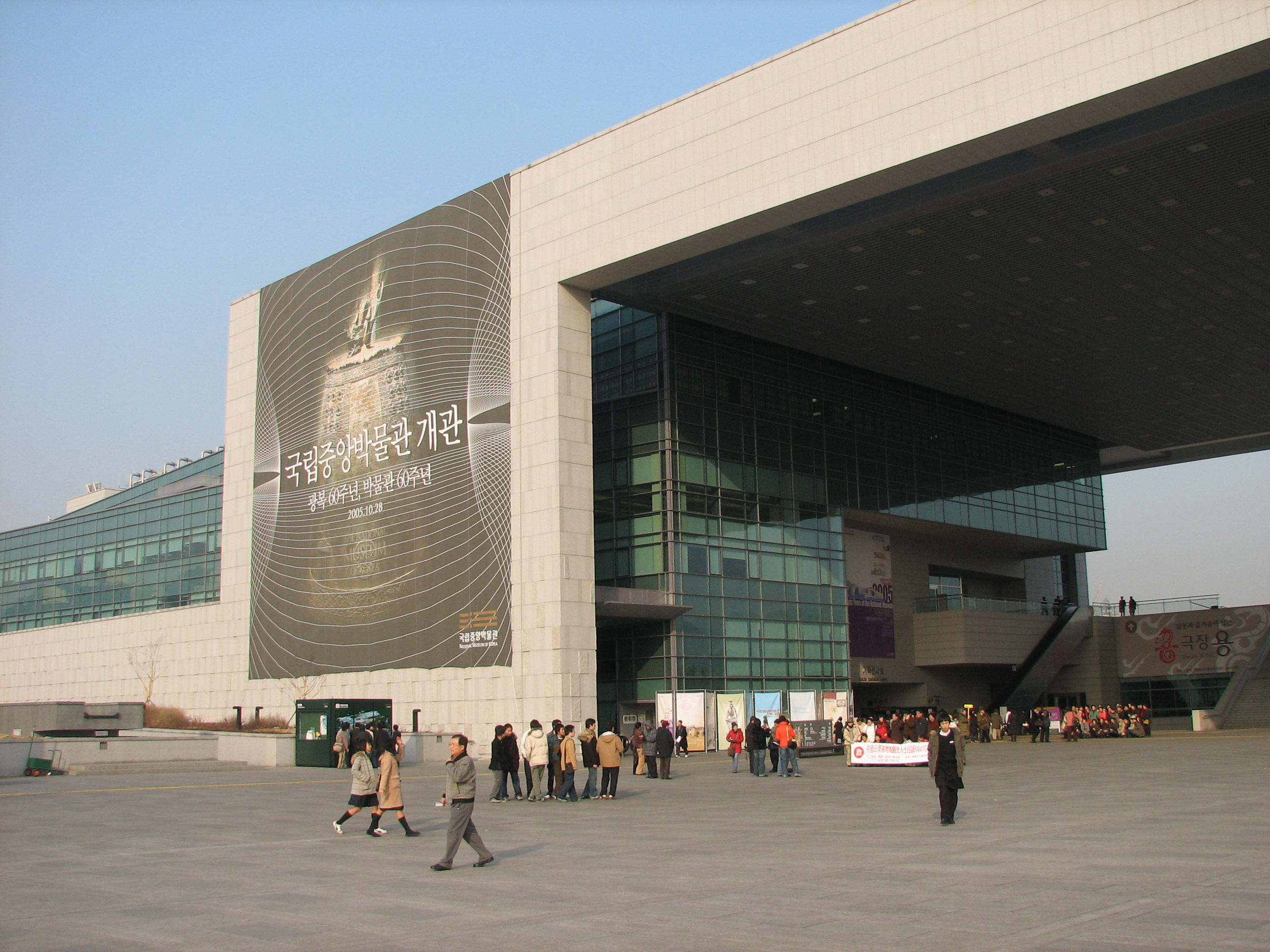
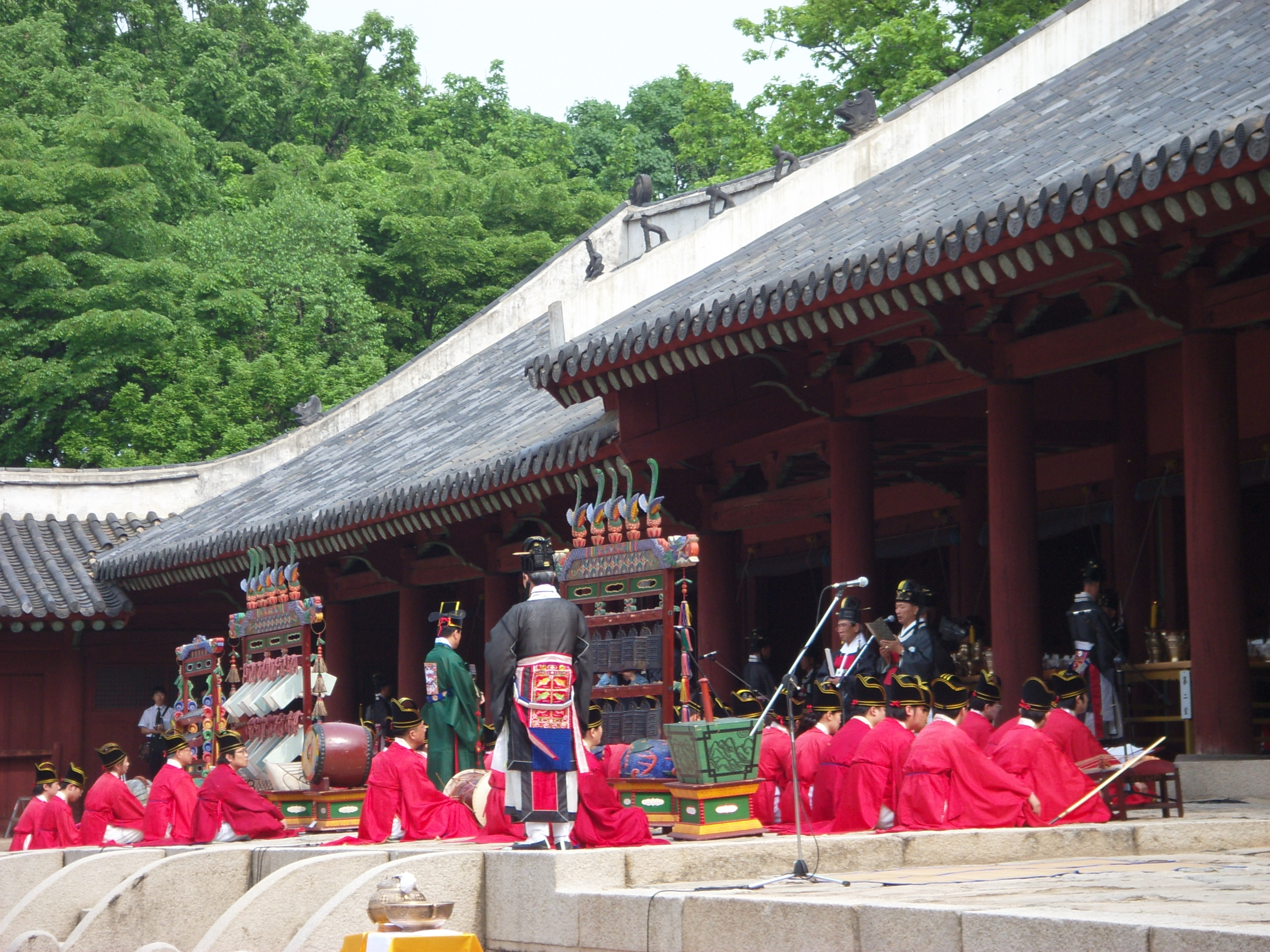